# Musikjahr 1877
Liste der Musikjahre

◄◄ | ◄ | 1873 | 1874 | 1875 | 1876 | Musikjahr 1877 | 1878 | 1879 | 1880 | 1881 | ► | ►►

Weitere Ereignisse
Dieser Artikel behandelt das Musikjahr 1877.

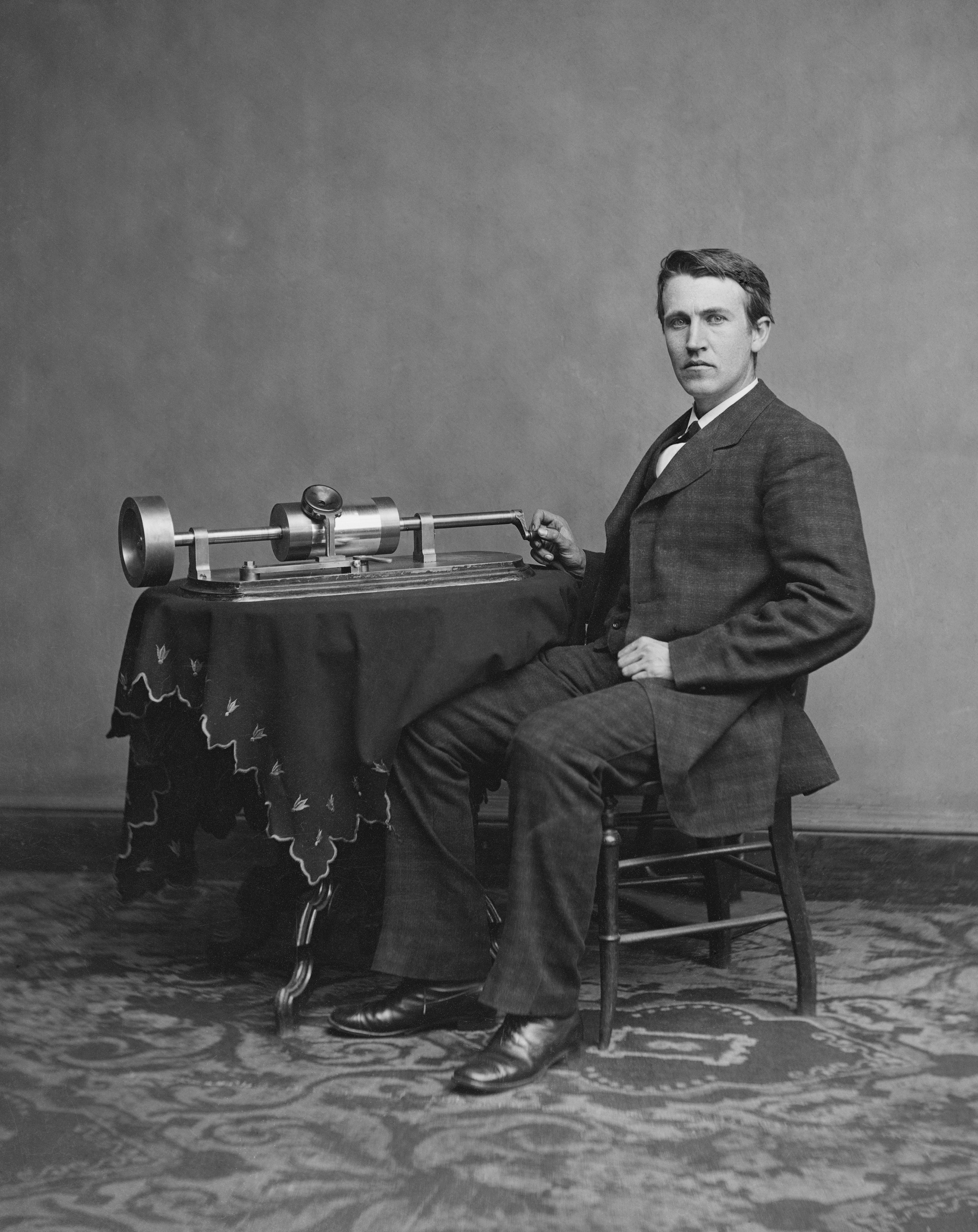
Thomas Alva Edison mit einem Zylinderphonographen

## Ereignisse
- 18. Juli: Erfinder Thomas Alva Edison gelingt zum ersten Mal eine Tonaufzeichnung auf einer mit Stanniol bespannten Stahlwalze (Phonograph).
- 21. November: Thomas Alva Edison kündigt den Phonographen an, ein Gerät zur Tonaufnahme und -wiedergabe, das er acht Tage später vorführt und am 24. Dezember 1877 als „Sprechmaschine“ zur Patentanmeldung einreicht.
- 11. Dezember: In der Wiener Hofoper findet erstmals eine Opernsoirée statt, woraus sich der Wiener Opernball entwickeln wird.
- 30. Dezember: In Wien wird die 2. Sinfonie in D-Dur op. 73 von Johannes Brahms uraufgeführt. Sie zählt zu den größten Erfolgen des Komponisten.
- Die hawaiische Thronfolgerin Liliʻuokalani komponiert ihr berühmtestes Lied Aloha ʻOe

## Instrumentalmusik
- Alexander Porfirjewitsch Borodin: Sinfonie Nr. 2 h-moll Uraufführung am 10. März
- Alfredo Catalani: La primavera As-Dur für Chor und Orchester; Sognai (Text: U. Bassani; Danza caratteristica für Violoncello und Klavier)
- Antonín Dvořák: Symphonische Variationen op. 78; Streichquartett d-Moll op. 34; Schottische Tänze op. 41;  Stabat Mater op. 58 (Fertigstellung der Partitur)
- Gabriel Fauré: Violinsonate Nr. 1 op. 13 Uraufführung am 27. Januar
- Karl Goldmark: Violinkonzert op. 28 A-Moll; Sinfonie Nr. 1 op. 26 (Ländliche Hochzeit)
- Marie Jaëll: Klavierkonzert Nr. 1 d-moll
- Edmund Kretschmer: Nachtgesang (Text: Emanuel Geibel), drei Gesänge für eine Singstimme mit Begleitung des Pianoforte
- Édouard Lalo: Cellokonzert; Uraufführung am 9. Dezember 1877 im Cirque d’hiver in Paris mit Adolphe Fischer als Solist
- Camille Saint-Saëns: La Jeunesse d’Hercule [Die Jugend des Herkules] op. 50
- Johann Strauss (Sohn): O schöner Mai! (Walzer) op. 375; I-Tipferl-Polka op. 377; Banditen-Galopp op. 378; Kriegers Liebchen (Polka-Mazur) op. 379; Methusalem-Quadrille op. 376
- Ethel Smyth: Klaviersonate Nr. 2 fis-Moll (Geistinger Sonate)
- Arthur Sullivan: The Lost Chord (Lied)
- Pjotr Iljitsch Tschaikowski:  4. Sinfonie op. 36 Uraufführung 10. Februar 1877;  Francesca da Rimini op. 32 Uraufführung 8. März 1877; Rokoko-Variationen A-Dur für Violoncello und Orchester op. 33
- Charles-Marie Widor: Concerto pour violon et orchestra; 6 Valses caractéristiques op. 26; Variations sur un thème original op. 29; 12 Feuillets d’album op. 31
- Hugo Wolf: Scherzo g-Moll und Finale B-Dur für Orchester

## Vokalmusik
- Anton Bruckner: Nachruf, WAB 81a

## Musiktheater

Jules Massenet – Le roi de Lahore – Titelseite des Librettos, Paris 1878

- 03. Januar: Die Uraufführung der ursprünglich für Paris konzipierten Operette Prinz Methusalem von Johann Strauss (Sohn) erfolgt am Carltheater in Wien. Der Komponist ist dabei auch Dirigent.
- 04. März: Das Ballett Schwanensee von Pjotr Iljitsch Tschaikowski erlebt am Moskauer Bolschoi-Theater seine Uraufführung. Da das Bolschoi-Ballett zu diesem Zeitpunkt noch nicht das Niveau hat, das Stück zu tanzen, werden die schwierigen Teile durch einfachere Musikstücke ersetzt und das Ballett fällt beim Publikum durch.
- 10. März: Richard Wagner führt in einem Hofkonzert in Meiningen das Siegfried-Idyll auf.
- 10. März: Die Uraufführung der Operette Nanon, die Wirthin vom Goldenen Lamm von Richard Genée erfolgt am Theater an der Wien in Wien. Das Libretto zu dem Stück aus der „goldenen Operettenära“ stammt vom Komponisten gemeinsam mit Camillo Walzel.
- 21. März: Uraufführung der Oper Die Folkunger von Edmund Kretschmer in Dresden
- 27. April: Uraufführung der Oper Le Roi de Lahore von Jules Massenet mit dem Libretto von Louis Gallet an der Grand Opéra Paris
- 20. Mai: Uraufführung der Oper Isabella Spinola von Pietro Abbà Cornaglia im Teatro Carcano in Mailand
- 23. September: Uraufführung der Oper Francesca von Rimini von Hermann Goetz in Mannheim
- 02. Dezember: In Weimar findet die Uraufführung der Oper Samson et Dalila (Samson und Dalila) von Camille Saint-Saëns statt. Das Werk wird in Deutschland ein großer Erfolg, während es mehr als ein Jahrzehnt dauert, bis es erstmals in Frankreich aufgeführt wird.
- 08. Dezember: Uraufführung der Oper Heinrich der Löwe von Edmund Kretschmer in Leipzig

Weitere Uraufführungen
- Antonín Dvořák: Der Bauer ein Schelm op. 37, Komische Oper in zwei Akten
- Arthur Sullivan: The Sorcerer (Komische Oper); Henry VIII (Bühnenmusik)
- Charles Gounod: Cinq Mars (Oper), Messe de Sacré-Coeur de Jésus C-Dur (Messe)
- Adolf Müller junior: Van Dyck (Oper) Uraufführung in Rotterdam

## Geboren

### Januar bis Juni
- 19. Januar: Carl Rittmann, österreichischer Opernsänger (Bariton) († 1944)
- 20. Januar: Aymé Kunc, französischer Komponist, Dirigent und Musikpädagoge († 1958)
- 22. Januar: Francis de Croisset, belgisch-französischer Dichter und Schriftsteller († 1937)
- 27. Januar: Alfred Heuß, deutscher Musikwissenschaftler und Musikkritiker († 1934)
- 30. Januar: Sigfús Einarsson, isländischer Komponist († 1939)
- 01. Februar: Thomas Dunhill, englischer Komponist († 1946)
- 05. Februar: Alfredo Eusebio Gobbi, uruguayischer Artist, Schauspieler, Sänger, Gitarrist und Tangokomponist († 1938)
- 08. Februar: Rudolf Ameseder, österreichischer Kunsthistoriker, Komponist und Philosoph († 1937)
- 13. Februar: Jāzeps Mediņš, lettischer Komponist († 1947)
- 18. Februar: Petar Krstić, serbischer Komponist († 1957)
- 19. Februar: Louis Aubert, französischer Komponist († 1968)

Rudolph Ganz; * 24. Februar

- 24. Februar: Rudolph Ganz, Schweizer Komponist, Pianist und Dirigent († 1972)
- 24. Februar: Emil Gutmann, österreichischer Konzertveranstalter und Musikverleger († 1938)
- 25. Februar: Erich von Hornbostel, österreichischer Musikethnologe († 1935)
- 27. Februar: Adela Verne, englische Komponistin, Pianistin und Musikpädagogin († 1952)
- 28. Februar: Sergej Eduardowitsch Bortkiewicz, russischer Komponist († 1952)
- 01. März: Myrtle Hart, US-amerikanische Harfenistin († 1966)
- 04. März: Alexander Goedicke, russischer Musiker und Komponist († 1957)
- 07. März: Éva Plouffe, kanadische Pianistin und Komponistin († nach 1932)
- 19. März: Joseph-Arthur Bernier, kanadischer Komponist, Organist, Pianist und Musikpädagoge († 1944)
- 20. März: Tiberiu Brediceanu, rumänischer Komponist († 1968)
- 29. März: Reginald Goss-Custard, englischer Organist und Komponist († 1956)
- 30. März: Régulo Rico, venezolanischer Komponist und Musikpädagoge († 1960)
- 17. April: Jean Goulet, kanadischer Geiger, Klarinettist, Dirigent und Musikpädagoge († 1965)
- 18. April: Ottone Schanzer, österreichischer Literat und Librettist mit italienischer Staatsbürgerschaft († 1956)
- 23. April: Anton Mader, österreichischer Komponist und Militärkapellmeister († 1953)
- 23. April: Helena Zboińska-Ruszkowska, polnische Sängerin und Gesangspädagogin († 1948)
- 24. April: Charles Cuvillier, französischer Komponist († 1955)

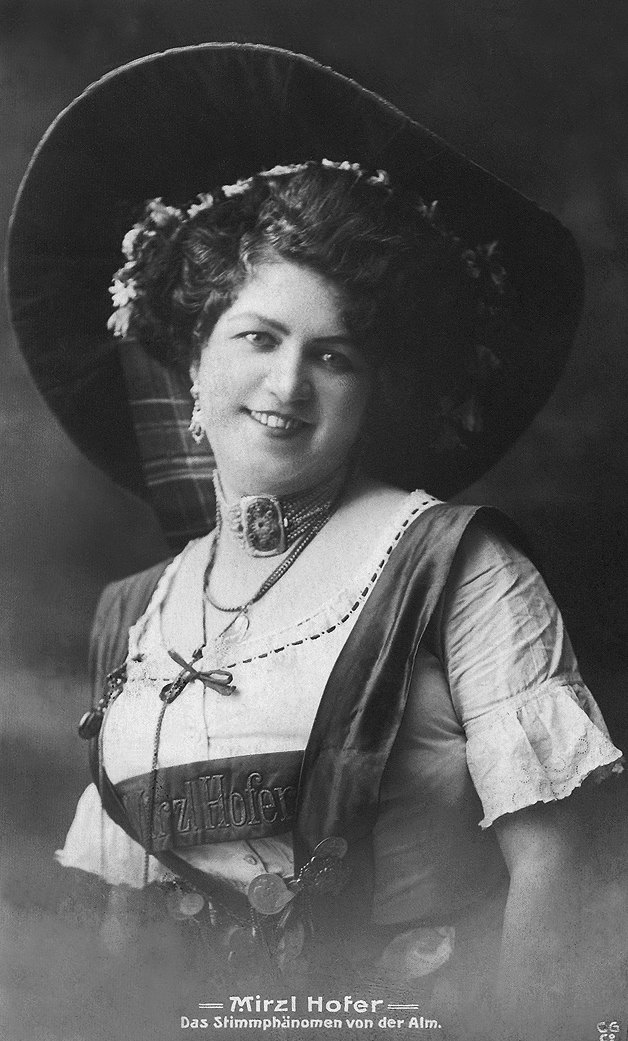
Mirzl Hofer; * 26. Mai

- 25. April: Clementine Krauss, österreichische Tänzerin, Schauspielerin und Opernsängerin († 1938)
- 27. April: Benjamín Orbón, spanischer Pianist und Komponist († 1944)
- 10. Mai: Roderich Mojsisovics von Mojsvár, österreichischer Dirigent und Komponist († 1953)
- 12. Mai: Emma Carelli, italienische Opernsängerin († 1928)
- 14. Mai: George Dasch, US-amerikanischer Violinist und Dirigent († 1955)
- 18. Mai: John Victor Bergquist, US-amerikanischer Komponist und Organist († 1935)
- 19. Mai: Viktor Robitsek, österreichischer Geiger und langjähriges Mitglied der Wiener Philharmoniker († 1942)
- 25. Mai: Billy Murray, US-amerikanischer Sänger († 1954)
- 26. Mai: Mirzl Hofer, österreichische Sängerin und Jodlerin († 1955)

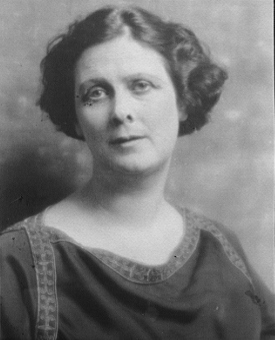
Isadora Duncan; * 27. Mai

- 27. Mai: Isadora Duncan, US-amerikanische Tänzerin († 1927)
- 02. Juni: Alexander Karlowitsch Medtner, russisch-sowjetischer Geiger, Dirigent, Komponist und Hochschullehrer († 1961)
- 02. Juni: Gustave Samazeuilh, französischer Komponist und Musikkritiker († 1967)
- 07. Juni: Eugen Ottowitsch Gunst, russischer Komponist († 1950)
- 08. Juni: Thorvald Aagaard, dänischer Organist und Komponist († 1937)
- 09. Juni: Titta Ruffo, italienischer Opernsänger (Bariton) († 1953)
- 11. Juni: Thomas James Crawford, britisch-kanadischer anglikanischer Organist und Komponist († 1955)
- 12. Juni: Vanni Marcoux, französischer Sänger († 1962)
- 14. Juni: Jane Bathori, französische Sängerin († 1970)
- 14. Juni: Ferdinand Kaufmann, deutscher Geiger, Dirigent und Kapellenleiter († 1938)
- 21. Juni: Anton Horner, österreichischer Hornist († 1971)
- 25. Juni: John Harold Abram, britischer Pianist, Organist, Dirigent und Komponist († 1900)

### Juli bis Dezember
- 06. Juli: David Stanley Smith, US-amerikanischer Komponist († 1949)
- 10. Juli: Marco Großkopf, österreichisch-ungarischer Dirigent und Theaterdirektor († zwischen 1935 und 1937)
- 17. Juli: Émile-Robert Blanchet, Schweizer Pianist, Komponist und Bergsteiger († 1943)
- 27. Juli: Ernst von Dohnányi, ungarischer Pianist und Komponist († 1960)
- 28. Juli: Albert David Jordan, kanadischer Organist, Dirigent und Musikpädagoge († 1932)
- 30. Juli: Charles Radoux-Rogier, belgischer Komponist und Musikpädagoge († 1952)
- 05. August: Casiano Rojo Olalla, spanischer Organist, Chorleiter und Musikwissenschaftler († 1931)
- 06. August: Hanns Mießner, deutscher Komponist, Organist, Dirigent und Chorleiter († 1957)
- 06. August: Albert Zutavern, deutscher Schriftsteller, Herausgeber, Verleger, Kirchenlieddichter und evangelisch-freikirchlicher Prediger († 1964)
- 12. August: Anders Brems, dänischer Sänger, Klarinettist und Musikpädagoge († 1974)
- 25. August: Petar Stojanović, serbischer Komponist († 1957)
- 26. August: Harriet Ware, US-amerikanische Pianistin und Komponistin († 1962)
- 01. September: Adolf Prümers, deutscher Komponist, Organist und Chorleiter († 1955)

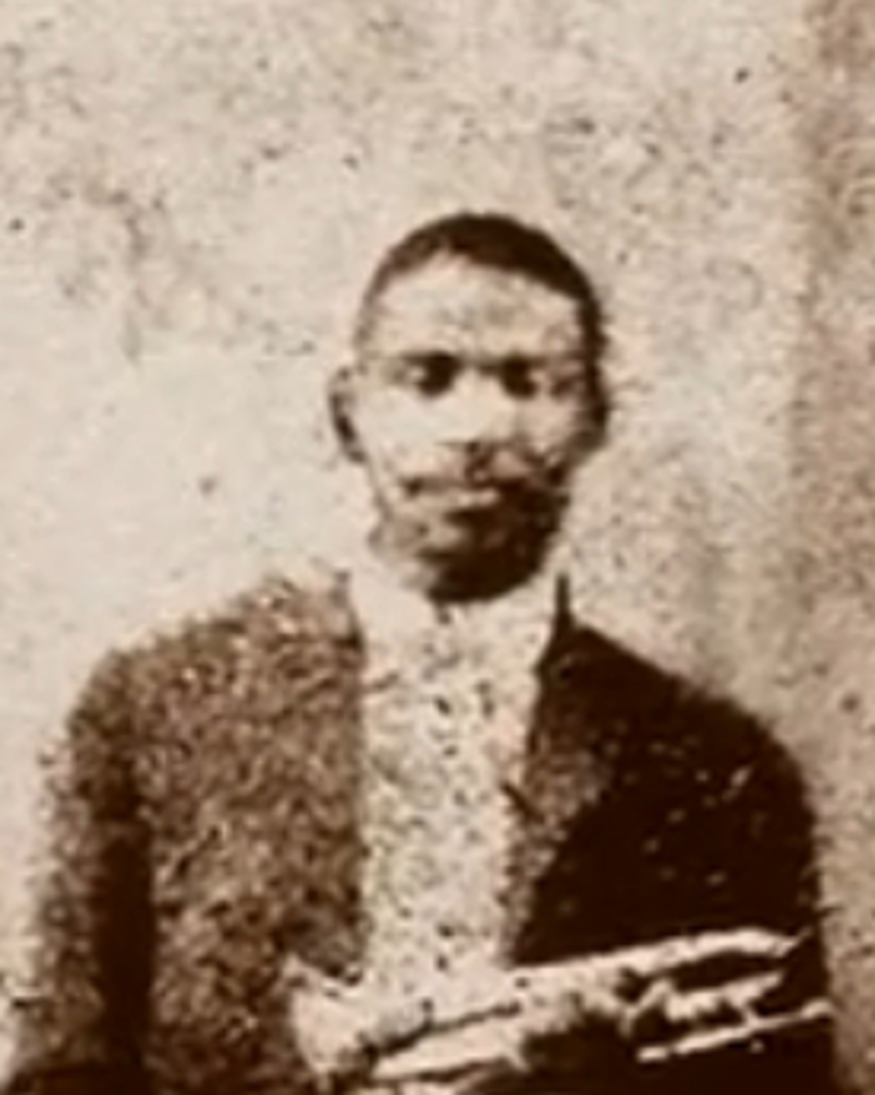
Buddy Bolden; * 6. September

- 06. September: Buddy Bolden, US-amerikanischer Musiker († 1931)
- 09. September: Jesús Castillo, guatemaltekischer Komponist († 1946)
- 17. September: Jean Huré, französischer Komponist und Organist († 1930)
- 20. September: Armand Marsick, belgischer Violinvirtuose und Komponist († 1959)
- 26. September: Alfred Cortot, Schweizer Pianist und Dirigent († 1962)
- 07. Oktober: Frank Croxton, US-amerikanischer Sänger († 1949)
- 20. Oktober: Josephine McGill, US-amerikanische Komponistin und Musikhistorikerin († 1919)
- 23. Oktober: H. Benne Henton, US-amerikanischer Saxophonist († 1938)
- 24. Oktober: Pawel Tschesnokow, russischer Komponist und Chorleiter († 1944)
- 31. Oktober: Oscar Seagle, US-amerikanischer Sänger und Musikpädagoge († 1945)
- 06. November: Marie Lotz, Schweizer Musikerin, Pädagogin und Malerin († 1970)
- 07. November: Paul Benner, Schweizer Dirigent, Organist und Komponist († 1953)
- 07. November: Manuel Campoamor, uruguayischer Tangopianist und Komponist († 1941)

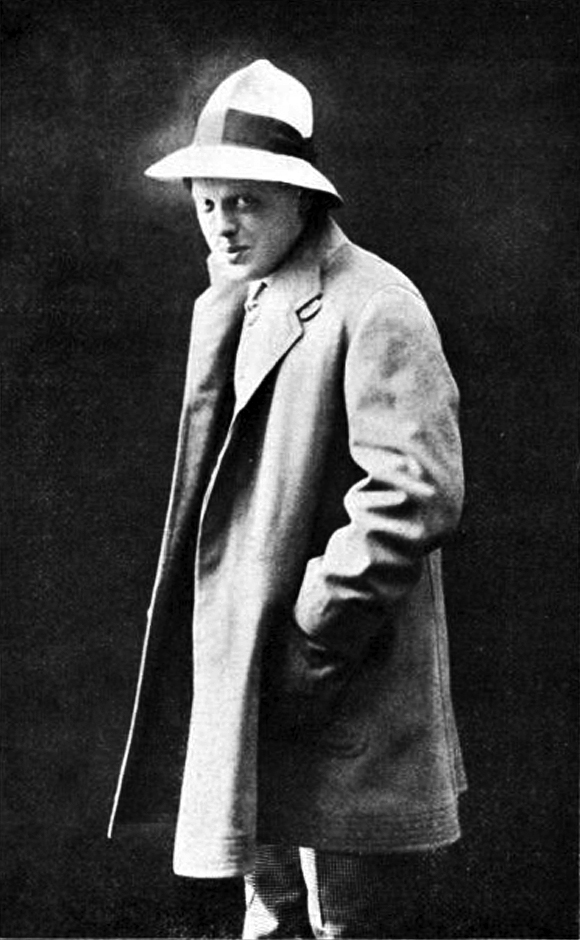
Max Pallenberg; * 18. Dezember

- 07. November: Arrigo Serato, italienischer Geiger und Musikpädagoge († 1948)
- 12. November: Torolf Voss, norwegischer Komponist und Dirigent († 1943)
- 21. November: Sigfrid Karg-Elert, deutscher Komponist († 1933)
- 24. November: Helen Buchholtz, luxemburgische Komponistin († 1953)
- 27. November: Erich Kauffmann-Jassoy, deutscher Komponist († 1948)
- 08. Dezember: Paul Ladmirault, französischer Komponist († 1944)
- 13. Dezember: Alfred Goltz, deutscher Opernsänger († 1937)
- 16. Dezember: Joseph Lederer, deutscher Geiger und Komponist († 1958)
- 18. Dezember: Max Pallenberg, österreichischer Sänger, Schauspieler und Komiker († 1934)
- 25. Dezember: Emil Adamič, slowenischer Komponist († 1936)
- 29. Dezember: Otto Gauß, deutscher Organist und Komponist († 1970)

### Genaues Geburtsdatum unbekannt
- Lil Hawthorne, britische Varietékünstlerin, Sängerin und Pantomimin († 1926)
- Evlyn Howard-Jones, englischer Pianist, Dirigent und Musikpädagoge († 1951)
- Natoo, afghanischer Musiker († 1989)
- Joseph Piché, kanadischer Organist († 1939)
- Fiddlin’ Powers, US-amerikanischer Old-Time-Musiker († 1953)

## Gestorben

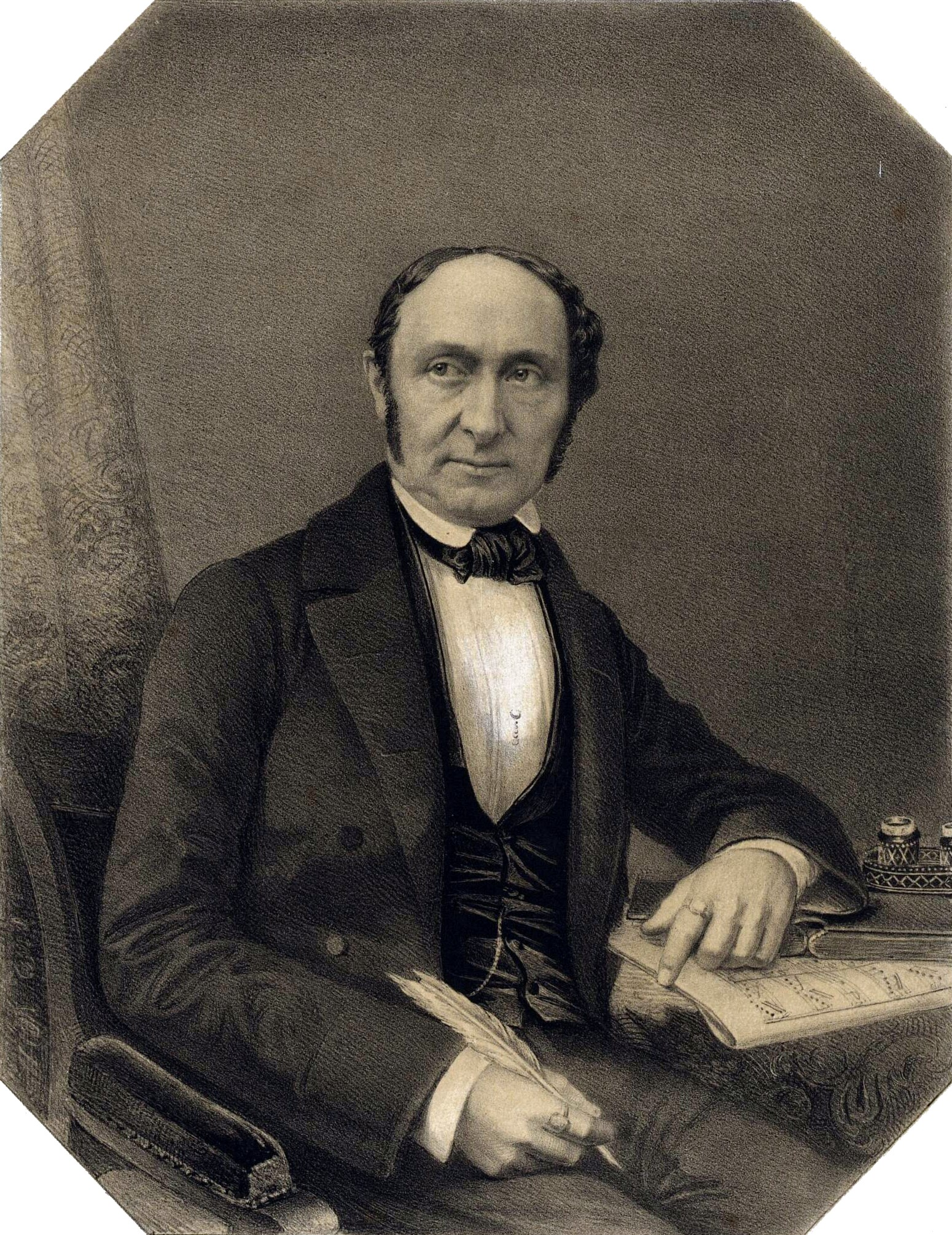
Ernst Julius Otto; † 5. März

- 01. Januar: Julie Berwald, schwedische Opernsängerin (* 1822)
- 11. Januar: Pietro Romani, italienischer Dirigent, Komponist und Musikpädagoge (* 1791)
- 17. Februar: Franz Rausch, österreichischer Klavierbauer (* 1792)
- 05. März: Ernst Julius Otto, deutscher Komponist, Chorleiter und Kreuzkantor (* 1804)
- 07. März: Rafael Ildefonso Arté, spanischer Musikpädagoge (* 1843)
- 28. März: Vincenzo Fioravanti, italienischer Komponist (* 1799)
- 06. April: Alexander Robert Reinagle, englischer Organist und Komponist (* 1799)
- 07. April: Errico Petrella, italienischer Opernkomponist (* 1813)
- 12. April: Pere Abella i Freixes, katalanischer Gesangslehrer, Komponist, Pianist und Dirigent (* 1824)

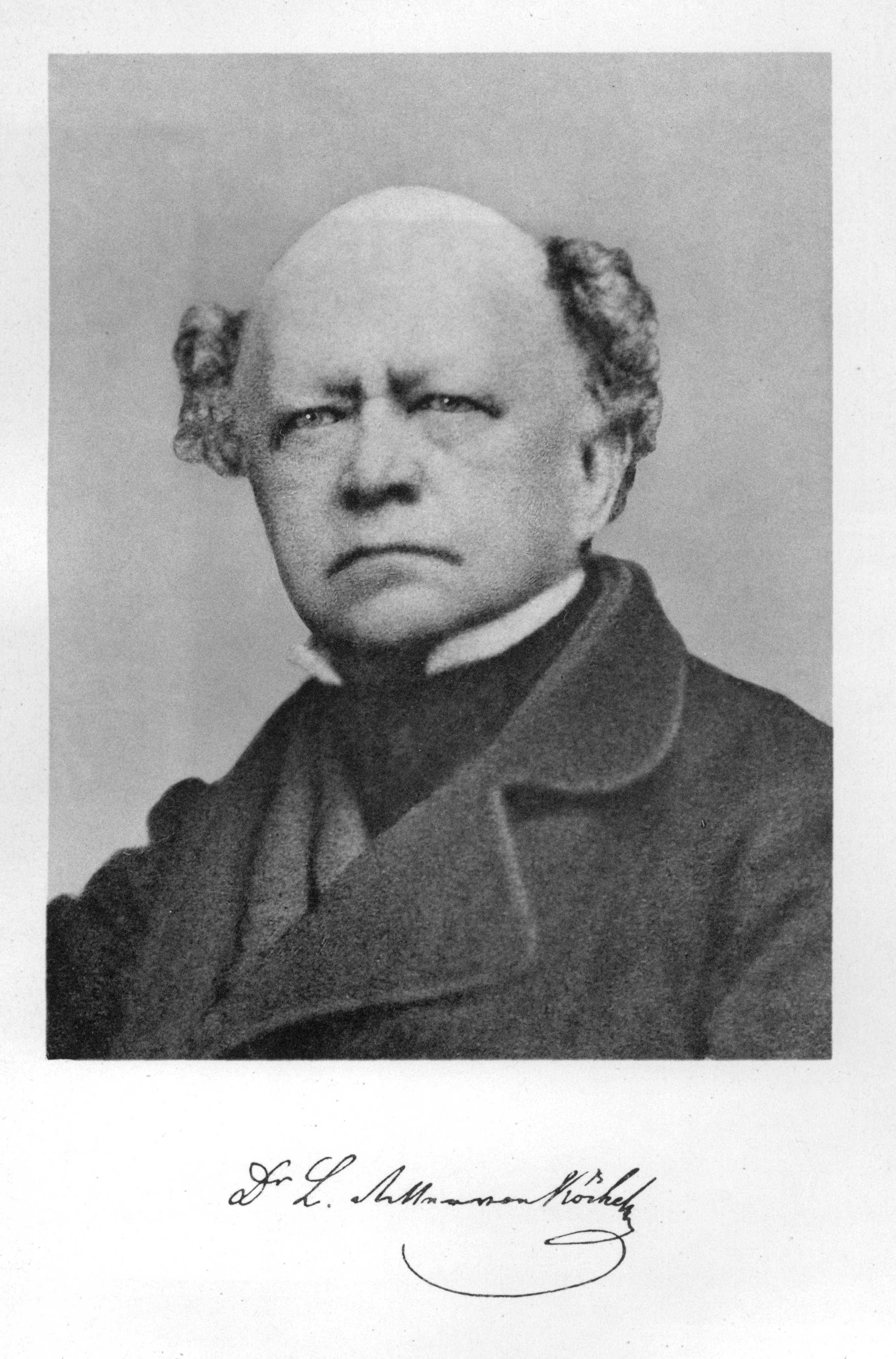
Ludwig von Köchel; † 3. Juni

- 22. Mai: Theodor Lachner, deutscher Hoforganist (* 1795)
- 00. Mai: Elena Asachi, moldauisch-rumänische Pianistin, Sängerin und Komponistin österreichischer Herkunft (* 1789)
- 03. Juni: Ludwig von Köchel, österreichischer Musikwissenschaftler (Köchelverzeichnis) (* 1800)
- 13. Juni: Cesare Ciardi, italienischer Flötist und Komponist (* 1818)
- 03. August: Otto Karl Claudius, deutscher Kantor, Chorleiter und Komponist (* 1794)
- 05. August: Luigi Rinaldo Legnani, italienischer Sänger, Gitarrist und Komponist (* 1790)
- 12. September: Julius Rietz, deutscher Dirigent, Kompositionslehrer und Komponist (* 1812)
- 11. Oktober: Léon Prévost, französischer Komponist (* 1831)
- 14. Oktober: Antoine Elwart, französischer Komponist, Musikpädagoge und -wissenschaftler (* 1808)
- 16. Oktober: Bernhard Breuer, deutscher Cellist, Komponist und Musikalienhändler (* 1808)
- 28. Oktober: Julius Rühlmann, deutscher Musiker (* 1816)
- 31. Dezember: Alberto Mazzucato, italienischer Komponist und Musikpädagoge (* 1813)